# Сингх, Харбиндер
Харбиндер Сингх Чимни (англ. Harbinder Singh Chimni, 8 июля 1943, Кветта, Британская Индия) — индийский хоккеист на траве, нападающий. Олимпийский чемпион 1964 года, бронзовый призёр летних Олимпийских игр 1968 и 1972 годов.

## Биография
Харбиндер Сингх родился 8 июля 1943 года в индийском городе Кветта (сейчас в Пакистане).
В 1961—1972 годах играл в хоккей на траве за Пенджаб и Индийские железные дороги, завоевал 8 золотых и 2 серебряных медали в чемпионате Индии.
В 1961 году дебютировал в сборной Индии, в 18 лет став самым молодым хоккеистом в турне по Австралии и Новой Зеландии.
В 1964 году вошёл в состав сборной Индии по хоккею на траве на Олимпийских играх в Токио и завоевал золотую медаль. Играл на позиции нападающего, провёл 8 матчей, забил 5 мячей (по два в ворота сборных Гонконга и Канады, один — Малайзии).
В 1966 году в составе сборной Индии завоевал золотую медаль хоккейного турнира летних Азиатских игр в Бангкоке.
В 1968 году вошёл в состав сборной Индии по хоккею на траве на Олимпийских играх в Мехико и завоевал бронзовую медаль. Играл на позиции нападающего, провёл 9 матчей, забил (по имеющимся данным) 5 мячей (три в ворота сборной Мексики, по одному — ФРГ и Бельгии).
В 1970 году в составе сборной Индии завоевал серебряную медаль хоккейного турнира летних Азиатских игр в Бангкоке. Был капитаном команды.
В 1972 году вошёл в состав сборной Индии по хоккею на траве на Олимпийских играх в Мюнхене и завоевал золотую медаль. Играл на позиции нападающего, провёл 9 матчей, мячей не забивал.
Параллельно занимался лёгкой атлетикой. В 1959 году выиграл юниорский чемпионат Индии в эстафете 4х100 метров в составе сборной Пенджаба. В 1967 году стал чемпионом Индии в той же дисциплине в составе сборной Индийских железных дорог.
Был награждён национальной спортивной премией «Арджуна» в 1967 году. Также был отмечен по ведомственной линии: в 1966 году получил премию министра железных дорог, в 1972 году был признан лучшим спортсменов Индийских железных дорог.
По завершении игровой карьеры стал тренером. В 1986 году тренировал женскую сборную Индии на летних Азиатских играх в Сеуле, завоевав с ней бронзовую медаль. В 1975—1993 годах тренировал команду Индийских железных дорог и выиграл с ней 8 золотых и 4 серебряных медали чемпионата страны.
В 1980—1984 и 1994—1998 годах был селекционером юниорской сборной Индии, в 2004—2009 годах — юниорской и ветеранской женских сборных Индии. 